# عادل ناشري
عادل ناشري مواليد 9 أكتوبر 1986 في ، السعودية، هو لاعب كرة قدم سعودي .
لعب سابقاً لأندية الجبلين و ضمك و انظم إلى نادي البدائع عام 2016 .